# 논산대건중학교
논산대건중학교(論山大建中學校)는 대한민국 충청남도 논산시 등화동에 있는 사립 중학교이다.

## 학교 연혁
- 1946년 4월 5일 : 논산대건초급중학교 개교(초대교장 조인원 신부 취임)
- 1948년 8월 14일 : 논산대건초급중학교 인가
- 1951년 9월 27일 : 논산대건중학교 개교식 및 입학식
- 1964년 4월 15일 : 학교법인 천주교 대전교구 대지학원 설립
- 1993년 12월 21일 : 신축교사로 이사
- 2017년 1월 5일 : 제5대 재단이사장 김종수 아우구스티노 주교 취임
- 2017년 9월 1일 : 제14대 김춘오 힐라리오 교장 취임
- 2022년 3월 1일 : 인공지능 통합교육과정 수업모형 이끎학교
- 2024년 1월 9일 : 제74회(95명) (졸업생 누계 중 13,378명)

## 학교 위치
- 1951년 9월 27일 ~ 1993년 12월 21일 : 대림길 5 (부창동 / 現 부창대림아파트)
- 1994년 3월 1일 ~ (현재) : 논산대로 119 (등화동)

## 참고 자료
- 논산대건중학교 - 한국교육학술정보원 학교알리미